# Casa de remolienda
Casa de remolienda es una película chilena de 2007 dirigida por Joaquín Eyzaguirre y escrita por Gonzalo San Martín y Cynthia Rimsky. El filme está basado en la obra dramática La remolienda de Alejandro Sieveking. La cinta cuenta con un reparto encabezado por Amparo Noguera, Daniel Muñoz, Paulina García, Alfredo Castro y Tamara Acosta.

## Sinopsis
La historia está situada en un pueblo en el sur de Chile en los años 1950. Una mujer campesina llamada Nicolasa (Amparo Noguera), recién viuda, decide bajar al pueblo a casar a sus tres hijos. En el pueblo vive su hermana, Rebeca (Paulina García), a la que no ve hace 20 años. Esta última tiene una casa de remolienda, asunto que Nicolasa desconoce. Rebeca tiene tres prostitutas jóvenes a las que decide vestir de señoritas que alojan en esta supuesta pensión. En el pueblo están instalando la luz eléctrica, evidente símbolo del progreso y el ingeniero que viene a cargo es Renato (Alfredo Castro), un viejo amor de Rebeca, a quien abandonó hace 20 años.

## Elenco
- Amparo Noguera - Nicolasa.
- Paulina García - Rebeca.
- Tamara Acosta - María Mercedes "La Ronca".
- Daniela Lhorente - Yola.
- Luz Valdivieso - Isaura.
- Francisca Eyzaguirre - Chepa.
- Daniel Muñoz - Valentín.
- Alfredo Castro - Renato.
- Luis Gnecco - Mauricio Valdebenito.
- Claudio Arredondo - Óscar Badilla.
- Claudio Valenzuela - "Remolacha" Sanhueza.
- Álvaro Espinoza - Graciano Morales.
- Andrés Eyzaguirre - Nicolás Morales.
- Luis Bravo - Gilberto Morales.

## Publicidad
La campaña publicitaria del filme fue dirigida por el diseñador chileno Ricardo Villavicencio y el creativo Gonzalo Albornoz.